# ジャックサリヴァン
ジャックサリヴァン (Jack Sullivan) は、アメリカ生まれの競走馬である。

## 経歴
2005年（4歳）、マクトゥームチャレンジラウンド2 (G3) を制し、重賞初勝利を挙げる。その後1勝し、ドバイワールドカップ (G1) に出走し4着となる。ドバイワールドカップ後は芝レースも走り、レノックスステークス (G2) で2着になるなどした。
2006年（5歳）、マクトゥームチャレンジラウンド2 (G3) を制して連覇を達成し、ゴドルフィンマイル (G2) に出走したが、ユートピアらに敗れ3着となる。
2007年（6歳）、武蔵野ステークスと第8回ジャパンカップダートに予備登録を行い、武蔵野ステークスは9月28日に選出馬となったが出走を辞退したものの、ジャパンカップダートへの招待は11月1日に受諾し、11月10日に同じくイギリスから招待されたキャンディデートと共に成田空港に到着した。到着後はJRA競馬学校に移動し検疫を受け、11月13日にはゲート試験に合格した。11月16日にキャンディデートと共にレースの行われる東京競馬場へ移動した。レースでは12着に敗れた。イギリスへ帰国後は12月22日のレースを勝利した。
2008年（7歳）、緒戦は2着と好走したが、続く2戦はいずれも着外に終わる。その後、2連勝して5月2日のレースに出走したが4着に敗れた。その後現役を引退した。

## 血統表
| ジャックサリヴァンの血統ダンジグ系 / Northern Dancer3×5=15.63%、Hail to Reason4×4=12.50%、Raise a Native4×5=9.38%、Native Dancer5×5=6.25%、Almahmoud5×5=6.25% | ジャックサリヴァンの血統ダンジグ系 / Northern Dancer3×5=15.63%、Hail to Reason4×4=12.50%、Raise a Native4×5=9.38%、Native Dancer5×5=6.25%、Almahmoud5×5=6.25% | ジャックサリヴァンの血統ダンジグ系 / Northern Dancer3×5=15.63%、Hail to Reason4×4=12.50%、Raise a Native4×5=9.38%、Native Dancer5×5=6.25%、Almahmoud5×5=6.25% | （血統表の出典）   | （血統表の出典） |
| 父 Belong to Me 1989 鹿毛 | 父の父Danzig 1977 鹿毛 | Northern Dancer | Nearctic           | Nearctic         |
| 父 Belong to Me 1989 鹿毛 | 父の父Danzig 1977 鹿毛 | Northern Dancer | Natalma            |                  |
| 父 Belong to Me 1989 鹿毛 | 父の父Danzig 1977 鹿毛 | Pas de Nom | Admiral's Voyage   | Admiral's Voyage |
| 父 Belong to Me 1989 鹿毛 | 父の父Danzig 1977 鹿毛 | Pas de Nom | Petitioner         |                  |
| 父 Belong to Me 1989 鹿毛 | 父の母Belonging 1979 鹿毛 | Exclusive Native | Raise A Native     | Raise A Native   |
| 父 Belong to Me 1989 鹿毛 | 父の母Belonging 1979 鹿毛 | Exclusive Native | Exclusive          |                  |
| 父 Belong to Me 1989 鹿毛 | 父の母Belonging 1979 鹿毛 | Straight Deal | Hail to Reason     | Hail to Reason   |
| 父 Belong to Me 1989 鹿毛 | 父の母Belonging 1979 鹿毛 | Straight Deal | No Fiddling        |                  |
| 母 Provisions 1993 黒鹿毛 | 母の父Devil's Bag 1981 鹿毛 | Halo | Hail to Reason     | Hail to Reason   |
| 母 Provisions 1993 黒鹿毛 | 母の父Devil's Bag 1981 鹿毛 | Halo | Cosmah             |                  |
| 母 Provisions 1993 黒鹿毛 | 母の父Devil's Bag 1981 鹿毛 | Ballade | Herbager           | Herbager         |
| 母 Provisions 1993 黒鹿毛 | 母の父Devil's Bag 1981 鹿毛 | Ballade | Miss Swapsco       |                  |
| 母 Provisions 1993 黒鹿毛 | 母の母Atzimba 1986 鹿毛 | Miswaki | Mr.Prospector      | Mr.Prospector    |
| 母 Provisions 1993 黒鹿毛 | 母の母Atzimba 1986 鹿毛 | Miswaki | Hopespringseternal |                  |
| 母 Provisions 1993 黒鹿毛 | 母の母Atzimba 1986 鹿毛 | Novara | Dance Spell        | Dance Spell      |
| 母 Provisions 1993 黒鹿毛 | 母の母Atzimba 1986 鹿毛 | Novara | Syzygy F-No.20-a   |                  |